# Bolnisi

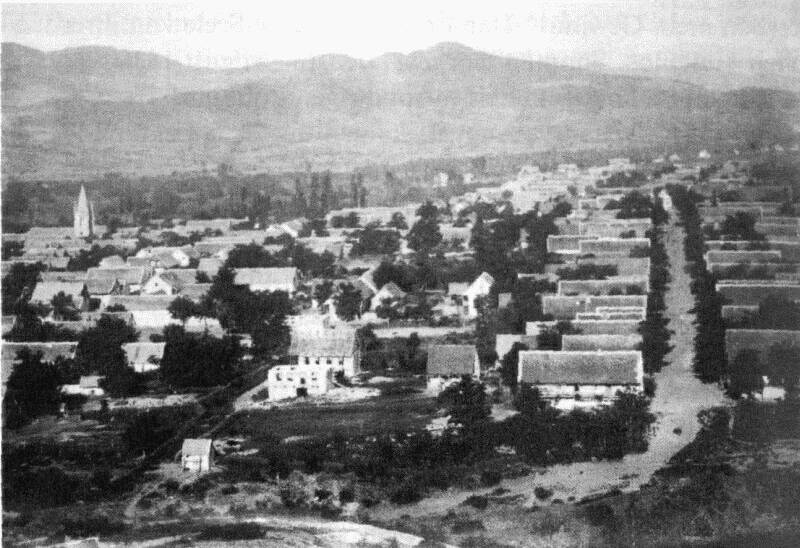
Katharinenfeld 1941

Bolnisi (gruz. ბოლნისი) – miasto w Gruzji w regionie Dolna Kartlia. Miasto zostało założone w 1818 roku przez 95 niemieckich rodzin kolonistów z terenów Szwabii i nosiło nazwę Katharinenfeld. W 1941 roku wszyscy Niemcy, którzy nie założyli rodzin mieszanych, byli deportowani na Syberię i do Kazachstanu. Od 1944 roku miasto nosi nazwę Bolnisi.
W Bolnisi istnieje katedra Sioni – jeden z najstarszych chrześcijańskich kościołów w Gruzji, pochodzący z V wieku.